# Üzerlik, Sarıoğlan
Üzerlik là một xã thuộc huyện Sarıoğlan, tỉnh Kayseri, Thổ Nhĩ Kỳ. Dân số thời điểm năm 2008 là 467 người.